# Riacho da Urtiga
O Riacho da Urtiga é um riacho brasileiro que banha o município de Patos, no estado da Paraíba.